# Liste der Bodendenkmäler in Weigendorf
Auf dieser Seite sind die Bodendenkmäler in der Oberpfälzer Gemeinde Weigendorf zusammengestellt. Diese Tabelle ist eine Teilliste der Liste der Bodendenkmäler in Bayern. Grundlage ist die Bayerische Denkmalliste, die auf Basis des Bayerischen Denkmalschutzgesetzes vom 1. Oktober 1973 erstmals erstellt wurde und seither durch das Bayerische Landesamt für Denkmalpflege geführt wird. Die folgenden Angaben ersetzen nicht die rechtsverbindliche Auskunft der Denkmalschutzbehörde.

## Bodendenkmäler in Weigendorf
| Lage                  | Objekt | Akten-Nr.     | Bild |
| --------------------- | --- | ------------- | ---- |
| Weigendorf (Standort) | Neolithische Siedlung. | D-3-6435-0005 |      |
| Weigendorf (Standort) | Mittelalterlicher Burgstall. | D-3-6435-0006 |      |
| Weigendorf (Standort) | Vorgeschichtlicher Bestattungsplatz mit mindestens acht Grabhügeln. | D-3-6435-0007 |      |
| Weigendorf (Standort) | Vorgeschichtlicher Bestattungsplatz mit mindestens sechs Grabhügeln, daraus Funde der mittleren Bronzezeit.                                                                       | D-3-6435-0008 |      |
| Weigendorf (Standort) | Vorgeschichtlicher Bestattungsplatz mit mindestens 15 Grabhügeln, daraus Funde der Bronze-, Hallstatt- und Frühlatènezeit.                                                        | D-3-6435-0009 |      |
| Weigendorf (Standort) | Vorgeschichtlicher Bestattungsplatz mit mehreren Grabhügeln, daraus Funde der Bronzezeit und der Schnurkeramik.                                                                   | D-3-6435-0010 |      |
| Weigendorf (Standort) | Mindestens ein vorgeschichtlicher Grabhügel. | D-3-6435-0011 |      |
| Weigendorf (Standort) | Vorgeschichtlicher Bestattungsplatz mit mehreren Grabhügeln, daraus Funde der Hallstattzeit und der Frühlatènezeit.                                                               | D-3-6435-0012 |      |
| Weigendorf (Standort) | Vorgeschichtlicher Bestattungsplatz mit mindestens einem verebneten Grabhügel, daraus Funde der späten Bronzezeit.                                                                | D-3-6435-0013 |      |
| Weigendorf (Standort) | Ein vorgeschichtlicher Grabhügel. | D-3-6435-0014 |      |
| Weigendorf (Standort) | Siedlungen der Schnurkeramik, der Urnenfelderzeit und der Latènezeit. | D-3-6435-0015 |      |
| Weigendorf (Standort) | Verebnete vorgeschichtliche Grabhügel. | D-3-6435-0016 |      |
| Weigendorf (Standort) | Verebnete vorgeschichtliche Grabhügel, daraus Funde der Frühlatènezeit, Siedlung der Latènezeit.                                                                                  | D-3-6435-0017 |      |
| Weigendorf (Standort) | Siedlungen der Jungsteinzeit und der Spätlatènezeit. | D-3-6435-0018 |      |
| Weigendorf (Standort) | Siedlung der späten Bronzezeit. | D-3-6435-0019 |      |
| Weigendorf (Standort) | Mesolithische Freilandstation, bronzezeitliche Siedlung. | D-3-6435-0020 |      |
| Weigendorf (Standort) | Bestattungsplatz der Hallstattzeit mit verebneten Grabhügeln, Siedlungen der Jungsteinzeit, der Urnenfelderzeit und der Spätlatènezeit.                                           | D-3-6435-0021 |      |
| Weigendorf (Standort) | Felsturm Brosinnadel mit vorgeschichtlichen Funden. | D-3-6435-0039 |      |
| Weigendorf (Standort) | Siedlungen der Bronzezeit und der Späthallstatt-/Frühlatènezeit, Eisenerzpingen.                                                                                                  | D-3-6435-0040 |      |
| Weigendorf (Standort) | Mesolithische Freilandstation. | D-3-6435-0041 |      |
| Weigendorf (Standort) | Ein vorgeschichtlicher Grabhügel, daraus Funde der Hallstattzeit. | D-3-6435-0152 |      |
| Weigendorf (Standort) | Ein vorgeschichtlicher Grabhügel. | D-3-6435-0153 |      |
| Weigendorf (Standort) | Vorgeschichtlicher Bestattungsplatz mit mindestens drei Grabhügeln. | D-3-6435-0154 |      |
| Weigendorf (Standort) | Siedlung vor- und frühgeschichtlicher Zeitstellung. | D-3-6435-0155 |      |
| Weigendorf (Standort) | Archäologische Befunde im Bereich der Evang.-Luth. Filialkirche St. Margaretha, ehem. Simultankirche, in Ernhüll, darunter die Spuren von Vorgängerbauten bzw. älteren Bauphasen. | D-3-6435-0162 |      |
| Weigendorf (Standort) | Hallstattzeitlicher Bestattungplatz mit verebneten Grabhügeln. | D-3-6535-0001 |      |
| Weigendorf (Standort) | Siedlung der Urnenfelderzeit. | D-3-6535-0003 |      |
| Weigendorf (Standort) | Vorgeschichtlicher Bestattungsplatz mit Grabhügeln und frühlatènezeitlichen Funden, mesolithische Freilandstation, vorgeschichtliche Siedlung.                                    | D-3-6535-0004 |      |
| Weigendorf (Standort) | Siedlung der Späthallstatt-/Frühlatènezeit. | D-3-6535-0005 |      |
| Weigendorf (Standort) | Vorgeschichtlicher Bestattungsplatz mit Grabhügeln. | D-3-6535-0070 |      |
| Weigendorf (Standort) | Vorgeschichtliche Siedlung. | D-3-6535-0071 |      |
| Weigendorf (Standort) | Vorgeschichtlicher Bestattungsplatz mit verebneten Grabhügeln. | D-3-6535-0083 |      |
| Weigendorf (Standort) | Archäologische Befunde und Funde im Bereich des ehem. Schlosses in Högen, darunter die Spuren von Vorgängerbauten bzw. älterer Bauphasen.                                         | D-3-6535-0084 |      |
| Weigendorf (Standort) | Archäologische Befunde und Funde im Bereich des ehem. Schlosses in Haunritz, darunter die Spuren von Vorgängerbauten bzw. älterer Bauphasen.                                      | D-3-6535-0085 |      |
| Weigendorf (Standort) | Spaltenhöhle und Abri beim Felsturm Alter Fritz mit vorgeschichtlichen Funden. | D-3-6535-0087 |      |
| Weigendorf (Standort) | Mesolithische Freilandstation. | D-3-6535-0088 |      |
| Weigendorf (Standort) | Mesolithische Freilandstation, vorgeschichtliche Siedlung. | D-3-6535-0089 |      |